# La Sala (Foixà)

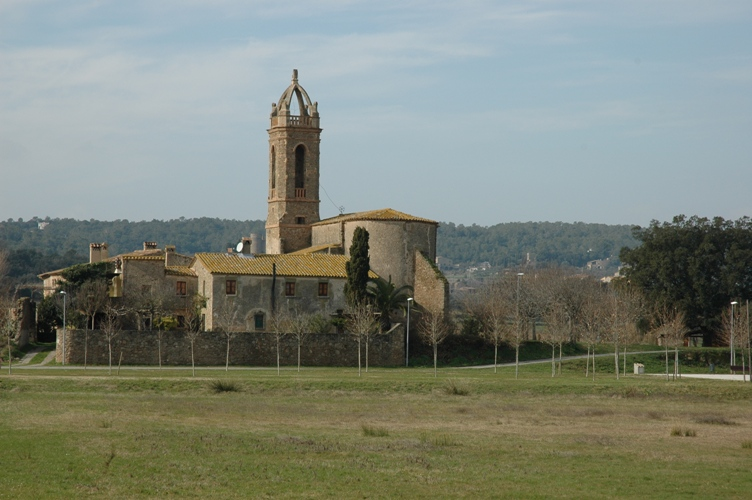
Santa Maria de la Sala

La Sala és un veïnat del municipi de Foixà a mig camí de les viles de Foixà, Rupià, Parlavà i Ultramort. Malgrat les seves dimensions reduïdes, la Sala és formada per dos petits veïnats separats uns centenars de metres: la Sala de Baix, aglutinada al voltant de l'església, i la Sala de Dalt, formada per un grup de masos. L'església parroquial de Santa Maria de la Sala, ja era existent el 1296 però el temple actual fou bastit els anys 1741-1764. És un edifici de nau única, amb capelles laterals i absis semicircular.